# Neuquén (provincie)
Neuquén je argentinská provincie na západě země na severu Patagonie. Hlavní město se stejnojmenné město Neuquén.

## Departementy
Seznam departementů provincie Neuquén a jejich hlavních měst:
1. Aluminé (Aluminé)
2. Añelo (Añelo)
3. Catán Lil (Las Coloradas)
4. Chos Malal (Chos Malal)
5. Collón Curá (Piedra del Águila)
6. Confluencia (Neuquén)
7. Huiliches (Junín de los Andes)
8. Lácar (San Martín de los Andes)
9. Loncopué (Loncopué)
10. Los Lagos (Villa La Angostura)
11. Minas (Andacollo)
12. Ñorquín (El Huecú)
13. Pehuenches (Rincón de los Sauces)
14. Picún Leufú (Picún Leufú)
15. Picunches (Las Lajas)
16. Zapala (Zapala)

## Paleontologie
Tato provincie je ve vědeckém světě známá zejména díky četným objevům druhohorních dinosaurů a mnoha dalších pravěkých organismů. Byly zde objeveny například i fosilie jednoho z největších známých dinosaurů, sauropoda druhu Argentinosaurus huinculensis.